# Cénac-et-Saint-Julien
Cénac-et-Saint-Julien – miejscowość i gmina we Francji, w regionie Nowa Akwitania, w departamencie Dordogne.
Według danych na rok 1990 gminę zamieszkiwały 993 osoby, a gęstość zaludnienia wynosiła 50 osób/km² (wśród 2290 gmin Akwitanii Cénac-et-Saint-Julien plasuje się na 431. miejscu pod względem liczby ludności, natomiast pod względem powierzchni na miejscu 535.).